# Cour-sur-Loire
Cour-sur-Loire és un municipi francès, situat al departament del Loir i Cher i a la regió de Centre – Vall del Loira. L'any 2007 tenia 283 habitants.

## Demografia

### Població
El 2007 la població de fet de Cour-sur-Loire era de 283 persones. Hi havia 121 famílies, de les quals 24 eren unipersonals (8 homes vivint sols i 16 dones vivint soles), 61 parelles sense fills i 36 parelles amb fills.
La població ha evolucionat segons el següent gràfic:
Habitants censats

### Habitatges
El 2007 hi havia 158 habitatges, 123 eren l'habitatge principal de la família, 28 eren segones residències i 7 estaven desocupats. Tots els 156 habitatges eren cases. Dels 123 habitatges principals, 117 estaven ocupats pels seus propietaris, 5 estaven llogats i ocupats pels llogaters i 1 estava cedit a títol gratuït; 1 tenia una cambra, 4 en tenien dues, 15 en tenien tres, 28 en tenien quatre i 75 en tenien cinc o més. 92 habitatges disposaven pel capbaix d'una plaça de pàrquing. A 54 habitatges hi havia un automòbil i a 65 n'hi havia dos o més.

### Piràmide de població
La piràmide de població per edats i sexe el 2009 era:
| Homes | Edats   | Dones |
| ----- | ------- | ----- |
| 0     | 95 o +  | 0     |
| 0     | 90 a 94 | 0     |
| 0     | 85 a 89 | 0     |
| 0     | 80 a 84 | 4     |
| 4     | 75 a 79 | 4     |
| 12    | 70 a 74 | 12    |
| 12    | 65 a 69 | 12    |
| 8     | 60 a 64 | 0     |
| 8     | 55 a 59 | 24    |
| 24    | 50 a 54 | 16    |
| 0     | 45 a 49 | 12    |
| 8     | 40 a 44 | 4     |
| 12    | 35 a 39 | 8     |
| 12    | 30 a 34 | 16    |
| 0     | 25 a 29 | 0     |
| 12    | 20 a 24 | 8     |
| 12    | 15 a 19 | 8     |
| 8     | 10 a 14 | 8     |
| 0     | 5 a 9   | 8     |
| 16    | 0 a 4   | 12    |

## Economia
El 2007 la població en edat de treballar era de 177 persones, 133 eren actives i 44 eren inactives. De les 133 persones actives 130 estaven ocupades (62 homes i 68 dones) i 3 estaven aturades (1 home i 2 dones). De les 44 persones inactives 24 estaven jubilades, 14 estaven estudiant i 6 estaven classificades com a «altres inactius».

### Ingressos
El 2009 a Cour-sur-Loire hi havia 119 unitats fiscals que integraven 285 persones, la mediana anual d'ingressos fiscals per persona era de 20.883 €.

### Activitats econòmiques
Dels 4 establiments que hi havia el 2007, 2 eren d'empreses de construcció, 1 d'una empresa de comerç i reparació d'automòbils i 1 d'una entitat de l'administració pública.
L'únic servei als particulars que hi havia el 2009 era una fusteria.
L'any 2000 a Cour-sur-Loire hi havia 5 explotacions agrícoles.

## Poblacions més properes
El següent diagrama mostra les poblacions més properes.